# Cole World: The Sideline Story
Cole World: The Sideline Story je debutové studiové album amerického rappera a hudebního producenta J. Colea. Album bylo nahráno u Roc Nation se záštinou Columbia Records a distribucí u Sony Music Entertainment.

## O Albu
Některé písně na albu J. Cole nahrál již před svým upsáním k Roc Nation v roce 2009, kdy sám cítil, že byly příliš dobré na to, aby byly zveřejněny na mixtapech. Ostatní nahrál u Roc Nation.
Většinu hudby si J. Cole sám složil. Přesně to bylo dvanáct z šestnácti skladeb. Na zbytek si pozval producenty No I.D., Briana Kidda a L&X Music. Na kompletaci hudby na albu mimo něj dohlížel i Jay-Z.
Na jeho debutovém albu hostují Jay-Z, Trey Songz, Drake a Missy Elliott.

### Singly
V červnu 2010 byl vydán singl "Who Dat", který se umístil na 93. příčce žebříčku Billboard Hot 100, nakonec se píseň na album nevešla a byla vydána jen jako bonus. Oficiálně tak je prvním singlem píseň "Work Out", ta se umístila na 13. příčce a získala platinovou certifikaci. Druhým singlem byla stanovena píseň "Can't Get Enough" (ft. Trey Songz), tento singl se umístil na 52. pozici.
V listopadu byl vydán třetí singl "Mr. Nice Watch" (ft. Jay-Z), v hitparádách ale nezabodoval. Čtvrtým singlem byla píseň "Nobody's Perfect" (ft. Missy Elliott), která se vyšplhala na 63. příčku žebříčku Billboard Hot 100.

## Po vydání
Album bylo vydáno 27. září 2011. Debutovalo na první příčce žebříčku Billboard 200 s 218 000 prodanými kusy v první týden prodeje v USA. Druhý týden se v USA prodalo 54 000 kusů. V prosinci 2011 album obdrželo certifikaci zlatá deska od společnosti RIAA za 500 000 prodaných kusů v USA. Celkem se v USA prodalo 772 000 kusů alba. V únoru 2016 RIAA změnila pravidla udělování certifikací a nově do celkového prodeje započítávala i audio a video streamy. Díky tomu album získalo certifikaci platinová deska.

### Další kritiky
- magazín XXL -  (XL)

## Seznam skladeb
| #  | Píseň                    | Host(é)       | Producent(i)                  | Délka |
| -- | ------------------------ | ------------- | ----------------------------- | ----- |
| 1  | "Intro"                  |               | J. Cole                       | 1:22  |
| 2  | "Dollar and a Dream III" |               | The University, J. Cole (co.) | 4:43  |
| 3  | "Can't Get Enough"       | Trey Songz    | Brian Kidd                    | 3:46  |
| 4  | "Lights Please"          |               | J. Cole                       | 3:28  |
| 5  | "Interlude"              |               | J. Cole                       | 1:39  |
| 6  | "Sideline Story"         |               | J. Cole                       | 3:57  |
| 7  | "Mr. Nice Watch"         | Jay-Z         | J. Cole                       | 3:58  |
| 8  | "Cole World"             |               | J. Cole                       | 3:08  |
| 9  | "In the Morning"         | Drake         | L&X Music                     | 3:54  |
| 10 | "Lost Ones"              |               | J. Cole                       | 4:24  |
| 11 | "Nobody's Perfect"       | Missy Elliott | J. Cole                       | 3:10  |
| 12 | "Never Told"             |               | No I.D.                       | 3:31  |
| 13 | "Rise and Shine"         |               | J.Cole                        | 4:35  |
| 14 | "God's Gift"             |               | J.Cole                        | 3:32  |
| 15 | "Breakdown"              |               | J.Cole                        | 4:50  |
| 16 | "Work Out"               |               | J.Cole                        | 3:54  |

### iTunes Bonus Tracks
- 17. "Who Dat" / J. Cole / 3:58
- 18. "Daddy's Little Girl" / J. Cole / 3:05